# Grimaldi Forum

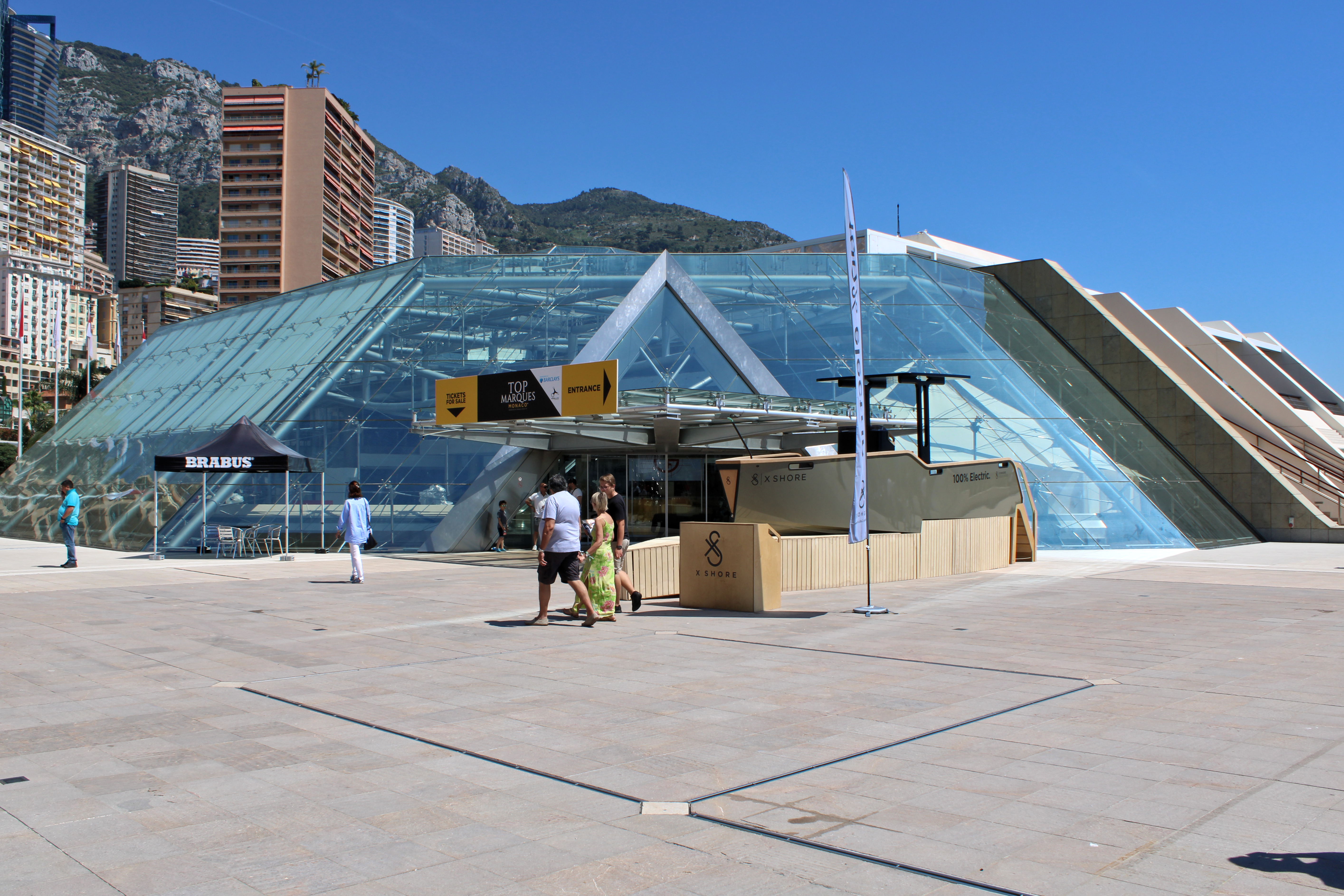
Grimaldi Forum 2019 während der Top Marques

Das Grimaldi Forum ist ein Konferenz- und Kongresszentrum im Fürstentum Monaco. Es befindet sich auf der Seeseite von Monacos östlichem Strand-Quartier Larvotto. Das Monte-Carlo-Ballett und das philharmonische Orchester führen hier regelmäßig ihre Aufführungen durch. Das Grimaldi Forum ist der Schauplatz der jährlichen im März stattfindenden Ever-Monaco-Ausstellungen. Auch die Top Marques Monaco wird im Grimaldi Forum veranstaltet.
Während der Renovierung des Salle Garnier der Opéra de Monaco von 2004 bis 2005 wurden die Opern im Fürstensaal im Grimaldi Forum aufgeführt. In dem Forum finden ebenfalls die Gruppen-Auslosungen der UEFA Champions League und UEFA Europa League sowie die Verleihungen der UEFA-Auszeichnungen Fußballer des Jahres statt. 
Mit seiner Architektur schließt sich dieses Bauwerk dem Hotelkomplex des Grand Hotel am Abhang von Monte-Carlo an. Der Hotelkomplex ist in flacher Wabenform angelegt. Die Wabenform findet sich seit den 1970er-Jahren häufig in Monacos Architektur.